# Rhabdophis nigrocinctus

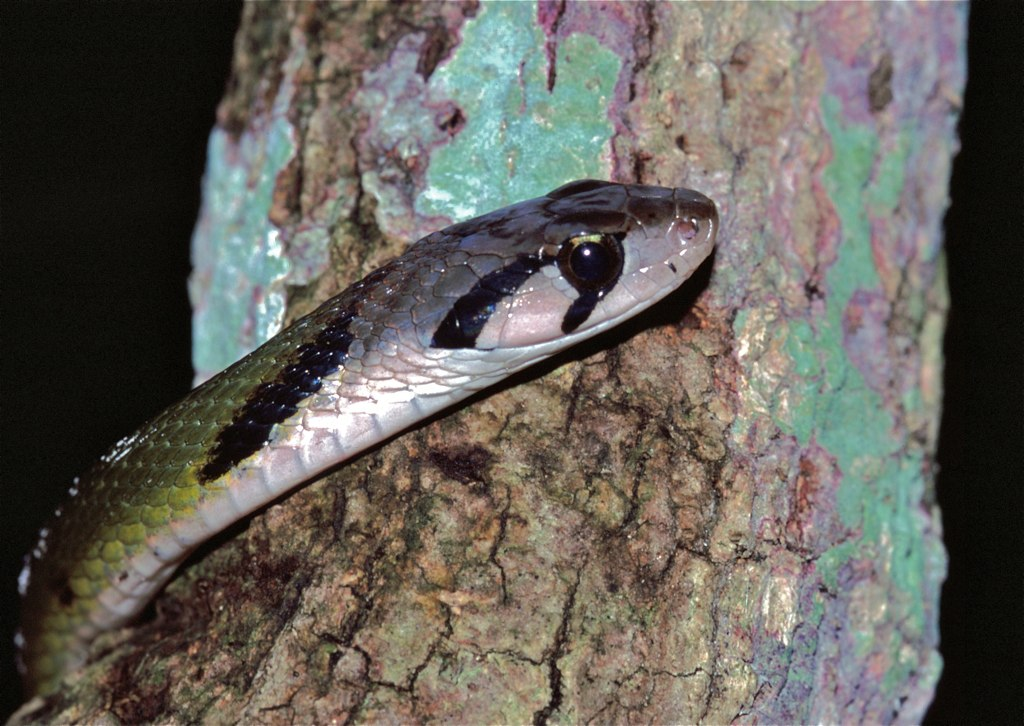
Kopfbild

Rhabdophis nigrocinctus ist eine in Asien vorkommende schwach giftige Schlangenart aus der Unterfamilie der Wassernattern (Natricinae). Der Artname leitet sich von den lateinischen Worten nigro und cinctus mit den Bedeutungen „schwarz“ und „Band“ ab und bezieht sich auf die Zeichnung der Schlange. Der gelegentlich verwendete Trivialname „Gebänderte Wassernatter“ ist nicht eindeutig, da auch die Südliche Schwimmnatter (Nerodia fasciata) zuweilen mit diesem Namen geführt wird.

## Merkmale
Rhabdophis nigrocinctus erreicht eine durchschnittliche Länge von 60 (maximal 95) Zentimetern. Die Körperoberseite zeigt eine durchgehende olivgrüne oder geteilte grünliche und bräunliche Farbe und ist mit einer mehr oder weniger deutlichen schwärzlichen Bänder- oder Fleckenzeichnung versehen. Die Intensität der Färbung und der Musterung kann individuell stark variieren. Der Rücken ist dicht mit kleinen Kielschuppen bedeckt. Hinter dem bräunlichen Kopf heben sich zuweilen rötliche oder schwärzliche Streifen ab. Diese Art besitzt außerdem Nackendrüsen, die ein giftiges Sekret emittieren können. Auffallend sind zwei schwarze Streifen, die vom Auge bis zur Oberlippe verlaufen. Die Augen sind groß und schwarz, die Pupillen sind rund.

## Ähnliche Arten
Aufgrund der sehr charakteristischen Zeichnung ist die Art unverwechselbar.

## Verbreitung und Lebensraum

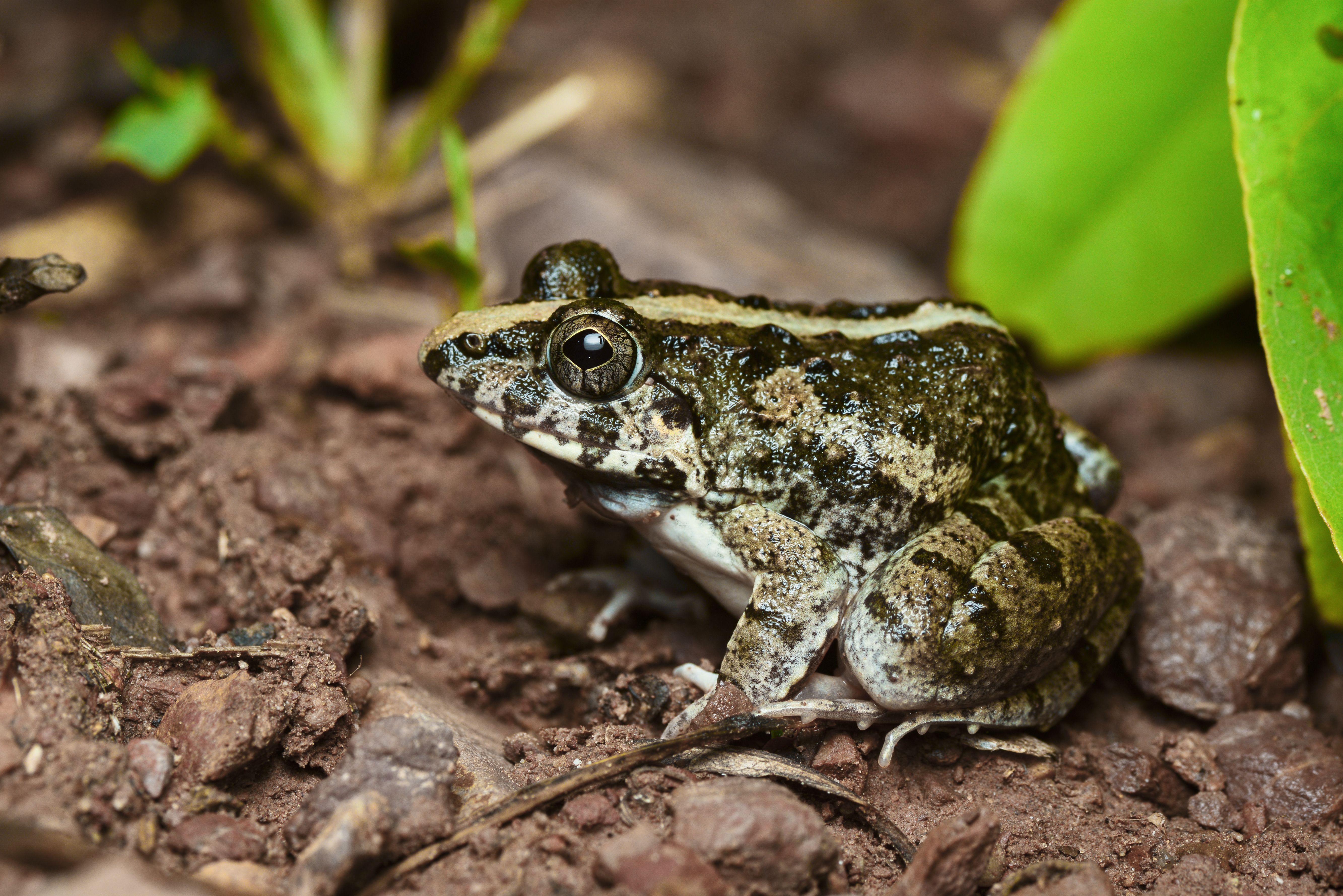
Fejervarya limnocharis, eine vielfach angenommene Beute

Rhabdophis nigrocinctus  ist in Thailand, Vietnam, Kambodscha, Laos, Myanmar sowie im Südosten Chinas zu finden. Die Art kommt bevorzugt in der Nähe von Wasser vor.

## Lebensweise
Rhabdophis nigrocinctus ist eine Schlange, die am Boden lebt und morgens und in der Dämmerung aktiv ist. Sie ist in der Regel in der Nähe von feuchten Bereichen zu finden. Die Art pflanzt sich durch Oviparie (eierlegend) fort. Rhabdophis nigrocinctus ernährt sich in erster Linie von Amphibien, beispielsweise von der in Südostasien weit verbreiteten Froschlurchart Fejervarya limnocharis. Gelegentlich werden auch Fische erbeutet.

## Giftigkeit
Die Einteilung der Schlangen in giftige und ungiftige Arten ist nicht unproblematisch. So verfügen z. B. die sogenannten ungiftigen Trugnattern auch über einen vereinfachten Giftapparat. Ihre Giftzähne liegen weit hinten im Oberkiefer. Die meisten Bestandteile des Gifts von Rhabdophis nigrocinctus sind unbekannt, es sind jedoch offensichtlich Toxine mit einer Einwirkung auf die Blutgerinnung enthalten. Jeder Biss durch die Schlange sollte dennoch als potentiell lebensgefährlich eingeschätzt werden. Es gibt jedoch kaum klinische Berichte. An der Bissstelle kommt es zu lokalen Schmerzen, Schwellungen, Blutungen und Blasenbildungen. Allgemeine Anzeichen sind Kopfschmerzen, Übelkeit, Erbrechen, abdominelle Schmerzen, Durchfall, Krämpfe, Schwindel und Kreislaufstörungen bis zum Kollaps. Typisch ist eine Koagulopathie. Für Rhabdophis nigrocinctus ist momentan kein Antivenin bekannt.

## Gefährdung
Von der Weltnaturschutzorganisation IUCN wird Rhabdophis nigrocinctus als „Least Concern = nicht gefährdet“ geführt.